# Scottish Men's National League 2009-2010
La Scottish Men's National League 2009-10 è stata la 41ª edizione del massimo campionato scozzese di pallacanestro maschile e la 23ª edizione del secondo livello dei campionati del Regno Unito.

## Regolamento

### Formula
Il torneo si compone di sei formazioni, che si affrontano in un unico girone all'italiana con partite di andata e ritorno. Le squadre si incontreranno quattro volte.
Alla fine della regular season la squadra prima classificata vince il campionato. Non sono previsti playoff.
Non saranno previste retrocessioni.

## Regular season

### Classifica
|                   |    | Classifica 2009-2010                       | G  | V  | P  |
| ----------------- | -- | ------------------------------------------ | -- | -- | -- |
| Scozia (bandiera) | 1. | Edinburgh Kings                            | 20 | 18 | 2  |
|                   | 2. | Falkirk Fury (Clark Eriksson Falkirk Fury) | 20 | 14 | 6  |
|                   | 3. | Paisley St. Mirren                         | 20 | 13 | 7  |
|                   | 4. | Troon Tornadoes                            | 20 | 10 | 10 |
|                   | 5. | Glasgow Storm                              | 19 | 3  | 16 |
|                   | 6. | E.L. Peregrines                            | 19 | 2  | 18 |

| Scottish Men's National League 2009-10 |
| -------------------------------------- |
| City of Edinburgh Kings 7º titolo      |